# 倫巴縣
倫巴縣是非洲國家聖多美和普林西比的一個縣，位於聖多美島，首府內維斯，位於該國西部，面積229平方公里，2001年人口估計約10,696。